# Cowboy Casanova
„Cowboy Casanova” este o piesă country a interepretei americane Carrie Underwood. Cântecul a fost inclus pe cel de-al treilea album de studio al artistei, Play On, fiind lansat ca primul disc single al materialului. „Cowboy Casanova” a obținut locul 1 în Billboard Hot Country Songs, devenind cea de-a opta compoziție a solistei ce câștigă această distincție.

## Clasamente
| Clasament                   | Poziția maximă | Referință |
| --------------------------- | -------------- | --------- |
| Canadian Country Singles    | 2              | [ 2 ]     |
| Canadian Digital Songs      | 4              | [ 3 ]     |
| Canadian Hot 100            | 16             | [ 4 ]     |
| Billboard Hot Country Songs | 1              | [ 4 ]     |
| Billboard Hot 100           | 11             | [ 4 ]     |
| Billboard Hot Digital Songs | 8              | [ 4 ]     |
| United World Chart          | 20             | [ 5 ]     |